# Шерм Кларк
Шерм Кларк (англ. Sherm Clark, 16 листопада 1899 — 8 листопада 1980) — американський академічний веслувальник.
Олімпійський чемпіон 1920 року в складі вісімки, срібний призер 1920 року в складі розпашної четвірки зі стерновим.